# Hannes Stöhr

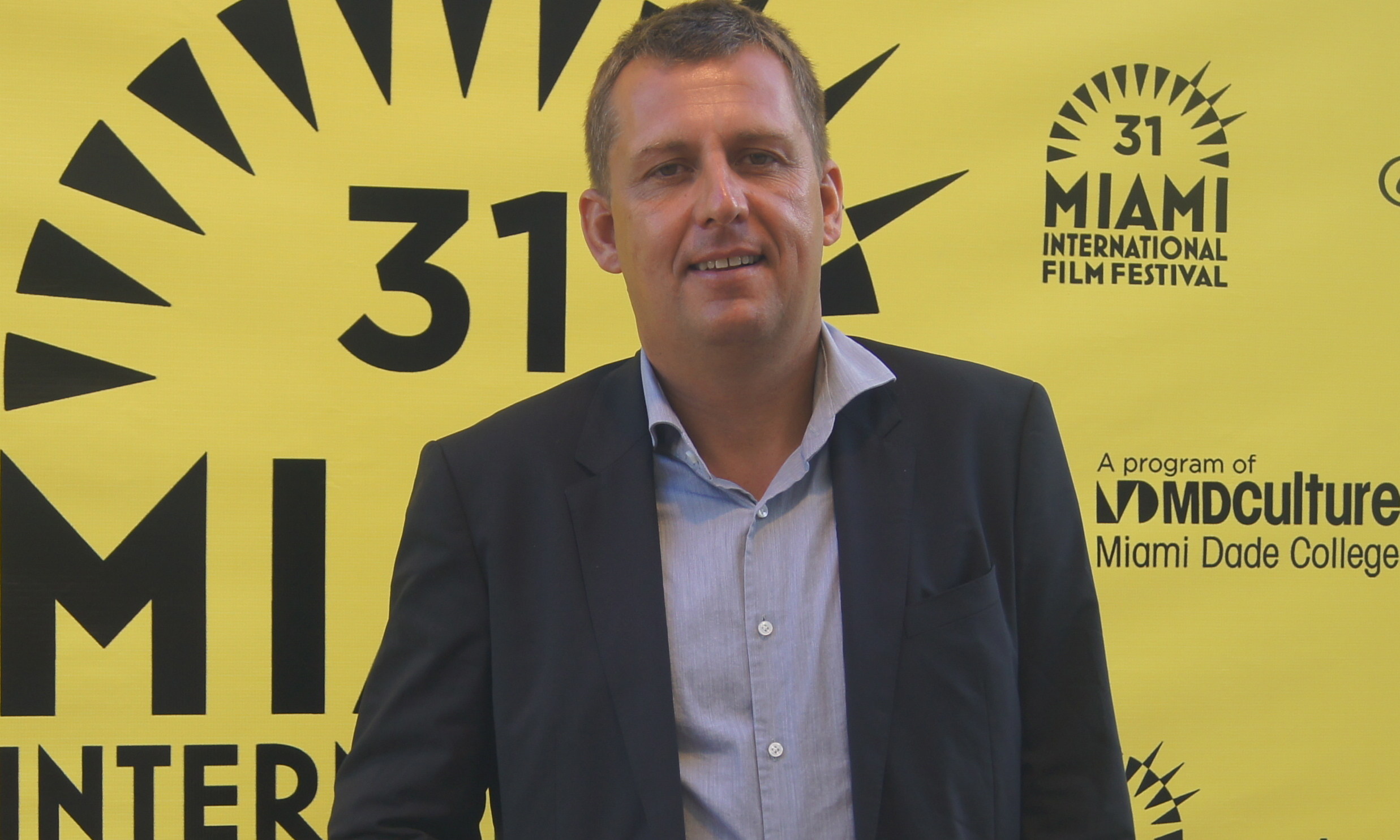
Hannes Stöhr (2014)

Hannes Stöhr (* 1970 in Stuttgart) ist ein deutscher Filmregisseur und Drehbuchautor. Er wohnt in Berlin und bei Stuttgart.
Von 2005 bis 2019 lehrte Stöhr regelmäßig als Gastdozent an der Filmakademie Baden-Württemberg in Ludwigsburg, am Goethe-Institut und an der Deutschen Film- und Fernsehakademie Berlin (DFFB). Seit 2019 ist Stöhr Professor für Regie, Content Development, Medien und Filmgeschichte an der Hochschule der Medien in Stuttgart. Stöhr leitet den internationalen Storytelling Minor im Studiengang Audiovisuelle Medien und ist Mitglied des Instituts für angewandte Narrationsforschung. 2006 erhielt er ein Drehbuch-Stipendium in die Villa Aurora in Los Angeles. Stöhr spricht fünf Sprachen (Deutsch, Englisch, Spanisch, Französisch und Portugiesisch).

## Laufbahn
Hannes Stöhr ist in Hechingen aufgewachsen und absolvierte am dortigen Gymnasium 1989 das Abitur. Nach dem Zivildienst bei der Lebenshilfe Zollernalb und einem Aufenthalt in Südamerika begann er 1992 ein Jurastudium in Passau. Ein Erasmus-Stipendium führte ihn nach Santiago de Compostela. Von 1995 bis 2000 studierte er Drehbuch und Regie an der Deutschen Film- und Fernsehakademie Berlin (DFFB). In dieser Zeit entstanden einige Kurzfilme und Dokumentarfilme. Berlin is in Germany drehte er 1999 als Abschluss seines Studiums an der DFFB zunächst als Kurzfilm und erhielt dafür beim Filmfest Potsdam 1999 den Hauptpreis. Danach setzte er die Geschichte des Haftentlassenen Martin Schulz mit Jörg Schüttauf als abendfüllenden Kinofilm um. Die Tragikomödie hatte am 8. Februar 2001 bei den Internationalen Filmfestspiele Berlin 2001 Premiere und wurde mit dem Panorama Publikumspreis ausgezeichnet. Stöhr erhielt neben dem New Faces Award 2002 auch den Studio-Hamburg-Nachwuchspreis 2001. Der Kinofilm bekam dazu den Publikumspreis beim Filmfestival Schwerin 2001, den Prix Special de Jury bei den französischen Nachwuchsfestivals in Poitiers (2002) und Annonay (2002), den Deutschen Kritikerpreis (2002), eine Nominierung für den First Steps Award 2002 und lief auch auf zahlreichen internationalen Filmfestivals wie Moskau (2001), New York – Museum of Modern Art (2001), Los Angeles – AFi (2001) und Istanbul (2002). Berlin is in Germany lief neben Deutschland auch in Frankreich, der Türkei und anderen europäischen Ländern. In Spanien kam der Film am 19. April 2002 in die Kinos. Die Deutsche Kinemathek in Berlin hat die Tragikomödie in ihre Sammlung aufgenommen und vertreibt ihn weltweit. Berlin is in Germany, wurde in über 20 Sprachen übersetzt.
2003 drehte Stöhr den Kölner WDR-Tatort Odins Rache mit Klaus J. Behrendt und Dietmar Bär in den Hauptrollen. Der Krimi, für den Stoehr auch das Drehbuch schrieb, wurde für den ARD-Civis-Fernsehpreis nominiert. Seinen zweiten Kinofilm One Day in Europe drehte Stöhr in Berlin, Moskau, Istanbul und Santiago de Compostela. Die Episoden-Komödie mit Miguel de Lira, Rachida Brakni, Megan Gay, Florian Lukas, Erdal Yildiz wurde im Wettbewerb der Berlinale 2005 gezeigt und lief auf zahlreichen internationalen Filmfestivals wie Valencia, Brüssel, Haifa, Warschau, São Paulo und Hamptons. Der Film startete mit 50 Kopien im April 2005 in den deutschen Kinos, später auch in Spanien, Polen, Großbritannien, Türkei, Russland und Japan. Das Poster zum Film One Day in Europe entwarf Jim Avignon, Florian Hoffmeister firmierte als Director of photography, Anne Leppin war für die Produktion und Anne Fabini für die Montage verantwortlich.
Sein dritter Kinofilm Berlin Calling hatte beim Filmfestival in Locarno 2008 auf der Piazza Grande Weltpremiere, lief unter anderem beim Filmfestival in Hamburg 2008, beim internationalen Filmfestival in Warschau 2008 und beim Filmfestival in Miami 2009. Die Tragikomödie startete im Oktober 2008 mit 35 Kopien in den deutschen Kinos. Später folgten Kinostarts in Polen, Italien, Ungarn, Spanien und anderen europäischen Ländern. Der Film mit Paul Kalkbrenner, Rita Lengyel, Corinna Harfouch und Araba Walton in den Hauptrollen lief 115 Wochen (Stand 30. November 2010) ununterbrochen in Berlin und anderen Städten in den Programmkinos. 2009 gehörte das Werk zum Jubiläumsprogramm Berlin-New York.  Die TV-Premiere lief im Oktober 2010 auf Arte. Im Dezember 2010 gewann Berlin Calling den Arte-Publikumspreis, der durch die Zuschauer per Internet ermittelt wird. Später wurde der Film auch für das Theater adaptiert. Hannes Stöhr hatte Berlin calling gemeinsam mit seinem Studienkollegen Karsten Aurich produziert.
Über seine drei Kinofilme Berlin is in Germany (2001), One Day in Europe (2005) und Berlin Calling (2008), sagt Hannes Stöhr, der neben der Regie auch immer das Drehbuch schrieb:

„Im Nachhinein gesehen ergeben die drei Filme eine Berlin-Trilogie: Berlin is in Germany beschreibt Berlin aus der Alien-Perspektive, One Day in Europe zeichnet Berlin im europäischen Kontext und Berlin Calling ist der Blick auf Berlin von Innen …“

Für die Dramedy Global Player – Wo wir sind isch vorne schrieb Stöhr wieder das Drehbuch und führte Regie. Er handelt von einer Unternehmerfamilie aus Stöhrs Heimatstadt Hechingen. Global Player lief als Eröffnungsfilm beim Deutschen Filmfestival 2014 in Ludwigshafen und als Abschlussfilm beim internationalen Filmfestival Cinema Jove in Valencia 2014. Seine USA-Premiere feierte der Film 2014 beim Internationalen Filmfestival in Miami, seine Asien-Premiere 2014 beim Singapur Filmfestival. In der Kinothek Stuttgart lief das Werk mit Christoph Bach, Walter Schultheiß Inka Friedrich, und Ulrike Folkerts in den Hauptrollen 39 Wochen ohne Pause. Die Geschichte wurde von Stöhr auch als Theaterstück bearbeitet und kam am 3. März 2018 im Theater Lindenhof in Melchingen unter seiner Regie zur Uraufführung. Außerdem produzierte der SWR 2016 ein Hörspiel nach dem Film.
Stoehr wohnte ab 2006 in der Künstlerresidenz Villa Aurora in Los Angeles, wo er an seinem deutschen Western-Epos Forty-Eighters arbeitete. Das Drehbuch soll von den deutschen Einwanderern nach Amerika im 19. Jahrhundert handeln. 2008 war er Jury-Mitglied beim Internationalen Filmfest in Gijón, 2009 Jury-Präsident des europäischen Filmfestivals in Brüssel, 2010 Mitglied der Jury beim Miami International Filmfestival (World competition). 2010 produzierte er den Dokumentarfilm Mein Ungarn in Berlin von Rita Lengyel und wirkte bei der Doppel-DVD über Paul Kalkbrenners 2010er Europatournee als Dramaturg mit. Stöhr veröffentlicht auch Aufsätze über Filme.
2016 trat Stöhr in dem Dokumentarfilm Compostela-Cruce de Miradas unter der Regie von Antón Reixa auf. Unter anderem mit Luis Tosar, Yolanda Castaño, Miguel de Lira oder Luisa Castro spricht er über Santiago de Compostela. Er war kreativer Pate des Berliner Filmfestivals Kiezkieken. 2019 nahm das Filmmuseum Potsdam die Filme Berlin Is in Germany und Berlin Calling in seine ständige Sammlung auf. Alle vorhandenen Filmmaterialien sind im Museum archiviert. 2023 inszenierte er das Theaterstück Marlene in Hollywood am Theater Lindenhof nach eigenem Buch. Das Werk erzählt die Zeit von Marlene Dietrich in Hollywood und wurde von der Deutschen Kinemathek unterstützt.
Hannes Stöhr ist Mitglied der Deutschen und Europäischen Filmakademie.

## Filmografie
Spielfilme (Drehbuch- und Regie-Auswahl)
- 2001: Berlin is in Germany
- 2004: Tatort – Odins Rache[67]
- 2005: One Day in Europe[33]
- 2008: Berlin Calling
- 2012: Berlin Night Window.[68] Hopper vu par[69]
- 2013: Global Player – Wo wir sind isch vorne
- 2016: Heimat Europa[70]
- 2017: Forty Eighters (Drehbuch. Western)[71][72]
- 2018: Anna & Jason (Drehbuch. Anti-Kriegsfilm)[73][74]

Dokumentarfilme (Auswahl)
- 1996: Lieber Cuba Libre
- 1998: Cirque Gosh – live in Paris[75]
- 2009: En Berline à Berlin (Darsteller. Regie: Peter Stuart)[76]
- 2010: Paul Kalkbrenner live in concert[77]
- 2012: My Hungary in Berlin (Produzent. Regie: Rita Lengyel)[78]
- 2014: Miami calling (Drehbuch)[79]
- 2016: Compostela, Cruce de Miradas (Darsteller. Regie: Anton Reixa)[61]
- 2017: El pistolero. In: Prenzlauer Berginale – Dokumentarfilmsammlung über den Berliner Stadtteil Prenzlauer Berg.[80]
- 2018: Hambi (Produzent Transparent Film mit Stoehrfilm und Filmakademie Ludwigsburg, Regie: Lukas Reiter)[81]
- 2022: Zeitreise – 50 Jahre HdM in 50 Minuten[82] (HdM Stuttgart, Koordinator Jubiläumsprojekt[83], Regie: Max Klick)

Werbung (Auswahl)
- 2014 Comazo[84]

Theater (Auswahl)
- 2011–2014 Theaterfassung Berlin Calling, frei nach dem Film. Buch mit Gunnar Dreßler. Mit Theater Altenburg, Trier, Gera u. a. Premieren 2011–2014.[85]
- 2018–2023 Theaterfassung Global Player, frei nach dem Film. Mit Theater Lindenhof. Buch und Regie. Premiere 2018 und wird noch gespielt.[86][87]
- 2023 Marlene in Hollywood. Buch und Regie. Premiere 2023 im Theater Lindenhof.[88][89][90]

## Auszeichnungen (Auswahl)
- Berlin is in Germany[18]
  - 2001 Panorama Publikumspreis – Internationales Filmfestival Berlinale[91]
  - 2001 1. Platz Studio Hamburg Nachwuchspreis
  - 2001 Valencia International Film Festival – Luna de Plata
  - 2002 Deutscher Kritikerpreis als bester Film
  - 2002 New Faces Award als bester Nachwuchsregisseur
  - 2002 Annonay International Festival – Special Jury Prize
- Odins Rache:
  - 2003 Nominierung CIVIS Europäischer und Deutscher Fernsehpreis[92]
- One Day in Europe:
  - 2005 Wettbewerbsbeitrag Internationales Filmfestival Berlinale[93]
  - 2007 Der internationale Karlspreis zu Aachen: Film des Jahres[94]
- Berlin Calling:
  - 2008 Wettbewerbsbeitrag Filmfestival Locarno Piazza Grande[95][96]
  - 2008 Nominierung Warschau International Filmfestival[97]
  - 2009 Internationales Filmfestival Miami – Gala Screening Gusman Center[98]
  - 2010 Arte Publikumspreis[99]
- Global Player:
  - 2014 Eröffnungsfilm Festival des Deutschen Films Ludwigshafen[100]
  - 2014 Internationales Filmfestival Miami, Nominierung[101]
  - 2017 Hörspiel Global Player nach dem Film mit SWR4: 2. Preis Hörspieltage Zons[102]